# Resumo
Resumo, também chamado de "sumário" (não confundir com índice de conteúdo), é um gênero textual para expor determinado tema de uma forma mais simplificada e abreviada de um conteúdo. É a contextualização do ato de resumir alguma coisa por síntese ou sumário, e que pode se desenvolver através de várias ideias, formando princípios de um texto. Trata-se de um texto menor em que são organizadas e esclarecidas as ideias e os pontos mais importantes que foram desenvolvidos a partir de um texto base, sendo necessário que esteja fundido num todo coerente e que pretenda mostrar maior relevância, de forma clara e concisa.
No entanto, todo resumo exige uma análise bem suscetiva para que se escolha os pontos principais de determinado assunto, sendo utilizado em vários conteúdos, seja para trabalhos escolares e acadêmicos, seja para falar de um capítulo de novela, de um história de um livro, e de tantos outros meios. É a maneira básica de comprimir as informações ao que realmente vai ser importante e essencial, principalmente na hora de fazer uma certa leitura de um texto/livro, em que sintetizá-lo seria a forma mais útil para memorização dos fatos relevantes, como um auxílio em momentos de estudos, fazendo manter-se atento (a) à estes fatos e aos conceitos-chaves deste texto/livro lido. Esse tipo de gênero textual é muito importante para as pessoas que procuram praticidades e que tem o desejo de saber o contexto inteiro de forma breve, para depois analisar aquele tema por completo, facilitando a leitura e sua compreensão.
O resumo é por vezes chamado sinopse, uma versão encurtada de um texto original. O principal propósito de tal simplificação é entender os principais pontos do texto original, filme ou evento, que usualmente são extensos, e portanto permitir a outrem compreender a essência da fonte em um período menor de tempo. Normalmente traz em seu início o título, nome do autor, tipo de texto e sua ideia principal. Tem uma estrutura claramente organizada, de construção lógica, cronológica e determinada. Em contraste com um resumo (em sentido estrito) ou uma revisão, um sumário não contém interpretação e nem opinião. Apenas a opinião do escritor original é refletida – parafraseada com palavras novas sem citações do texto original.

## Características
O gênero resumo tem suas características em prol de atender as finalidades pretendidas, umas das mais importantes é fazer que o leitor adquira uma forma de escrita objetiva. Ajudar o leitor condensar as ideias principais, respeitando a ordem que elas obedecem e as conclusões do autor, voltando ou não a releitura do texto original.
Ele tem características que se encaixam no âmbito escolar, pois, é dado através dos professores que são os interlocutores e os emissores são os alunos, contudo, pode variar de interlocutores. Para a maioria dos pesquisadores esse gênero textual é essencial para o trabalho. Utilizando como principal suporte físico, as convencionais folhas de papéis nos ambientes virtuais.
Um resumo bem redigido é aquele que apresenta pontos condizentes como, tema central: justificações e oposições, as conclusões do autor , possuir uma ordem hierárquica que liga um parágrafo ao outro, que possui palavras-chave. Pressuposto ao determinante que seja fácil de se entender a importância do sublinhar e grifar frases curtas ou palavras importantes.
O processo de sumarização de um resumo é destacar só o importante removendo explicações amplas, como advérbios e adjetivos.
Exemplo sem o processo de sumarização: Luan jogava bola até altas horas da noite.
Exemplo com o processo de sumarização: Luan jogava bola.

## Tipos
Acadêmico
O resumo acadêmico trata-se de um tipo de trabalho mais autônomo, com uma análise e síntese produzido em cima de determinado texto, sem que seja necessário retirar partes de um texto/livro para a elaboração do resumo. Esse tipo de gênero engloba uma produção  mais perfeccionista e bem elaborada com normas da ABNT (Associação Brasileira de Normas Técnicas).
Crítico
O resumo crítico segue características de um resumo informativo, sendo que a intenção é fazer uma análise crítica sobre determinado tema, mostrando os pontos positivos e negativos de tal assunto, de maneira que se expressa a opinião própria com fundamentos acadêmicos e destintos.
Indicativo
Indica os pontos principais, não apresentando dados quantitativos e qualitativos, sendo que o foi apresenta não requer que precise consultar o documento original, porque o mesmo já possui os dados.
Informativo
Tem como função informar ao leitor as finalidades, metodologia, resultados e conclusões do texto, documento ou livro, sem que tal precise consultar o original.
Expandido
Um resumo expandido não é simplesmente um resumo alongado. O resumo expandido deve incluir objetivos, metodologias, referências, comparações com trabalhos relacionados e outros detalhes esperados em um documento que deverá ser divulgado na comunidade acadêmica. Um resumo expandido é um documento, cujas idéias e significância possam ser entendidas no menor tempo possível. Escrever um resumo expandido requer sutileza e pode ser mais trabalhoso que um trabalho científico completo.

## Acadêmico ou científico
Um resumo acadêmico ou resumo científico, também conhecido como abstract na literatura anglófona, é um breve resumo de um artigo científico, tese, revisão, conferência, proceeding ou qualquer análise aprofundada sobre um determinado assunto ou disciplina, e é frequentemente usado para ajudar o leitor a tomar conhecimento rapidamente do propósito do artigo. Quando utilizado, um abstract sempre aparece no início de um manuscrito, que actua como o ponto de entrada para qualquer artigo científico ou pedido de patente dado. Abstracção e serviços de indexação estão disponíveis para um número de disciplinas acadêmicas, visando a elaboração de um corpo de literatura para esse assunto particular.

### Finalidade e limitações
A literatura acadêmica usa o abstract para comunicar de forma sucinta pesquisas complexas. Um abstract pode agir como uma entidade autônoma, em vez de um trabalho completo. Como tal, o abstract é utilizado por muitas organizações como a base para a selecção da investigação que é proposta para apresentação na forma de um poster, uma apresentação oral/em plataforma ou apresentação em um workshop conferência acadêmica. A maioria dos motores de busca de banco de dados sobre literatura indexam apenas os abstracts, em vez de fornecer o texto integral do documento. Os textos integrais de artigos científicos devem ser comprados muitas vezes por causa dos direitos autorais e/ou taxas de editor e, portanto, o abstract é um ponto de venda importante para a reimpressão ou forma electrónica do texto completo.
Os abstracts são protegidos sob a lei de copyright, tal como qualquer outra forma de escrita discurso está protegida. No entanto, os editores dos artigos científicos, invariavelmente, disponibilizam os abstracts  publicamente, mesmo quando o próprio artigo é protegido por uma barreira de portagem. Por exemplo, artigos na literatura biomédica estão disponíveis ao público a partir da MEDLINE, que é acessível através da PubMed.
O abstract pode transmitir os principais resultados e conclusões de um artigo científico, mas o artigo texto completo deve ser consultado para se obter informações sobre a metodologia, os resultados completos experimentais, e uma discussão crítica das interpretações e as conclusões. A consulta ao abstract sozinho é inadequada e pode levar a decisões médicas inadequadas.
Um abstract permite que se filtre grandes quantidades de documentos para selecionar somente aqueles em que o pesquisador pode ter mais confiança de que serão relevantes para suas pesquisas. Depois de escolher os documentos com base no abstract, estes devem ser lidos cuidadosamente para ser avaliados em termos de relevância. Se presume que não se deve basear citações de referência sobre somente o abstract, mas sobre o mérito total do documento.

### Estrutura
Um abstract acadêmico geralmente apresenta quatro elementos pertinentes ao trabalho realizado:
- O foco da pesquisa (ou seja, a declaração do(s) problema (s)/tema(s) de pesquisa endereçados);
- Os métodos de pesquisa utilizados (investigação experimental, estudos de caso, questionários, etc);
- Os resultados/conclusões da investigação e
- As principais conclusões e recomendações

Ele também pode conter breves referências.
O tamanho de um abstract varia de acordo com a disciplina e as exigências do editor. Tamanhos típicos variam de 100-500 palavras, mas muito raramente mais do que uma página. Um resumo pode ou não pode ter o título da seção de "abstract" explicitamente listado como um antecedente para o conteúdo, porém, eles geralmente são seccionados logicamente como uma visão geral do que aparece no documento (por exemplo, qualquer uma dos seguintes: Pano de fundo, Introdução, Objetivos, Métodos, Resultados, Conclusões).
Em artigos de revistas, artigos de pesquisa, pedidos de patente publicados e patentes, um 'abstract' (resumo) é um breve sumário colocado antes da introdução, muitas vezes separado do corpo do texto, às vezes com uma justificação de linha diferente (como um bloco ou uma citação) do resto do artigo.

### Exemplo
Exemplo extraído do Journal of Biology (volume 3, número 2):

Pano de fundo
Carregamento em cetáceos é definido como a transferência de forças entre os indivíduos, sem contato físico entre eles. Esse comportamento tem sido imaginado para explicar como jovens crias de golfinhos acompanham suas mães que se movem rapidamente. Recentemente, foi observado que um número significativo de crias tornam-se permanentemente separados de suas mães durante a caçada por atuneiros. Um estudo da hidrodinâmica de elaboração, iniciado na esperança de compreender os mecanismos que provocam a separação das mães e das crias durante as atividades relacionadas à pesca, é relatado aqui.
Resultados
Os resultados quantitativos são apresentados para as forças e momentos em torno de um par de tamanho desigual de corpos delgados tipo-golfinho. Estes incluem dois grandes efeitos. Primeiro, o chamado de sucção de Bernoulli, que decorre do fato de que a pressão cai em locais de áreas de alta velocidade, resulta em uma força atrativa entre mãe e a cria. O segundo é o efeito de deslocamento, no qual o movimento da mãe faz com que a água na frente avance radialmente e a água por trás do corpo avance no sentido de substituir a massa do animal. Assim, a cria pode ganhar uma 'carona' nas áreas de movimento para a frente. Utilizando esses efeitos, o recém-nascido pode ganhar até 90% do esforço necessário para mover-se ao lado da mãe, a velocidades de até 2,4 m/s. Uma comparação com as observações de golfinhos-rotadores Orientais (Stenella longirostris) é apresentada, mostrando uma economia de até 60% na pressão que as crias necessitam para que possam se manter em contato com suas mães.
Conclusões
Uma análise teórica, apoiada por observações de escolas de golfinhos nadando livremente, indica que as interações hidrodinâmicas com as mães desempenham um papel importante na capacitação de crias de golfinho para acompanhar a rápida evolução dos integrantes da escola de adultos.